# ترانگ، تایلند
ترانگ (به تایلندی: ตรัง) یک شهر در تایلند است که در استان ترانگ واقع شده‌است.

## خصوصیات
ترانگ ۱۴٫۷۷ کیلومترمربع مساحت و ۵۹٬۶۳۷ نفر جمعیت دارد.
' ۵۹٬۶۳۷ نفر جمعیت دارد.